# Râul Cheia, Dâmbovița
Râul Cheia sau Râul Valea Cheii este un curs de apă, afluent al râului Dâmbovița. Râul se formează la confluența brațelor Urdărița și Rudărița